# Politie Voetbal Vrienden
De Politie Voetbal Vrienden, tot 2018 de Politie Voetbal Vereniging (PVV), is een voetbalclub uit de Surinaamse hoofdstad Paramaribo.

## Geschiedenis
PVV was de eerste club die de Surinaamse voetbalbeker won. In 1992 werd SNL in de finale met 3-2 na verlenging (1-1 na 90 minuten) verslagen. Voor PVV scoorden Brian Cameron en Mark Ronde (2×) en voor SNL Ewald Demidof, ook tweemaal. De President's Cup werd in 1993 gewonnen.
Ze spelen sinds het seizoen 2014/15 weer in de topsectie (eerste klasse, hoofdklasse) bij de Surinaamse Voetbal Bond (SVB) en sinds 2024 in de Suriname Major League.
Het is niet de enige voetbalclub van de Surinaamse politie die op hoog niveau meespeelt in de Surinaamse competitie; een andere club is PSV uit Nieuw-Nickerie.

## Erelijst
1992
Surinaamse voetbalbeker
1993
Suriname President's Cup
2022
SVB Kampioen 2e Divisie
2023
SVB Semi-kampioen Damesbekercompetitie
SVB Semi-kampioen Damescompetitie
2024
SVB Kampioen U20-jeugdcompetitie

## Bekende (oud-)spelers

### Mannen
- Renzo Akrosie
- Poetini Atompai
- Brian Elshot
- Ayad Godlieb
- Abraham Graves
- Hesron Jeroe
- Virgill Najoe
- Hans Nahar

### Vrouwen
- Samanie Loe A Foe